# Droga krajowa 39
Die Droga krajowa 39 (DK39) ist eine Landesstraße in Polen. Sie zweigt in Baranów rund 5 Kilometer südlich von Kępno (Kempen) von der DK 11 in südsüdwestlicher Richtung ab und verläuft über Namysłów (Namslau), wo die DK42 nach Osten abzweigt, über Brzeg (Brieg), wo die Oder auf einer Brücke überquert und anschließend die DK94 gekreuzt wird, über die Autostrada A4 (Europastraße 40), zu der kein Anschluss besteht, nach Wiązów (Wansen) und weiter nach Strzelin (Strehlen). Sie endet schließlich in Łagiewniki (Heidersdorf) an der DK 8 (Europastraße 67).
Die Länge der Straße beträgt rund 116 Kilometer.

## Wichtige Ortschaften an der Strecke
Woiwodschaft Großpolen (województwo wielkopolskie):
- Kępno (DK11)

Woiwodschaft Opole (województwo opolskie):
- Namysłów (DK42)
- Brzeg (DK94)

Woiwodschaft Niederschlesien (województwo dolnośląskie):
- Wiązów
- Strzelin
- Łagiewniki (DK8, Europastraße 67)